# Віцна
Віцна (ісп. Witzná) — руїни міста цивілізації мая в департаменті Петен (Гватемала). Стародавня назва «Бахламхоль».

## Історія
Утворення царства Бахламхоль сталося десь у V столітті. Було противником Саальського царства, яке у 690-х роках завдало Бахломхолю тяжкої поразки. Столиця держави загалом горіла щонайменше чотири рази, хоча пожежа наприкінці VII століття була найбільш катастрофічною. Після спустошення місто на тривалий час занепало, а чисельність населення різко скоротилася, при цьому відсутність масових поховань або тіл загиблих, знайдених на руїнах будівель, дає підстави припускати, що місцевих мешканців, імовірно, примусово переселили, а не винищили.
Майже через 100 років відбулося її останнє недовге відродження. Наприкінці VIIІ століття бахламхольські владарі відбудували царський палац і навіть поновили встановлення стел. Остаточно припинило існування в першій половині IX століття.

## Опис
Розташовано біля злиття річок Холмуля і Ішканріо, неподалік від руїн старовинного міста Чанчіч II, на північ від Наранхо (відстань 32 км).
Основу становить ритуально-адміністративний центр, що складається з головної та 2 великих двоповерхових палаців, які утворюють царський акрополь заввишки 8 м. Навпроти розташовується ступінчаста піраміда з храмом, поруч майданчик для гри в м'яч. Цей комплекс пов'язаний дорогою-греблею зі «Скульптурним комплексом», що міститься у західний частині пам'ятки. Основний житловий комплекс розташовувався у східній частині.
З монументальної скульптури виявлено 5 стел та 2 вівтаря.